# فرانك مور
فرانك مور هو ممثل كندي، ولد في 1946 في كندا.

## وصلات خارجية
- فرانك مور على موقع IMDb (الإنجليزية)
- فرانك مور على موقع قاعدة بيانات الفيلم (الإنجليزية)